# 2015 GN55
2015 GN55 est un objet transneptunien en résonance avec Neptune.